# Cezarea Nadmorska

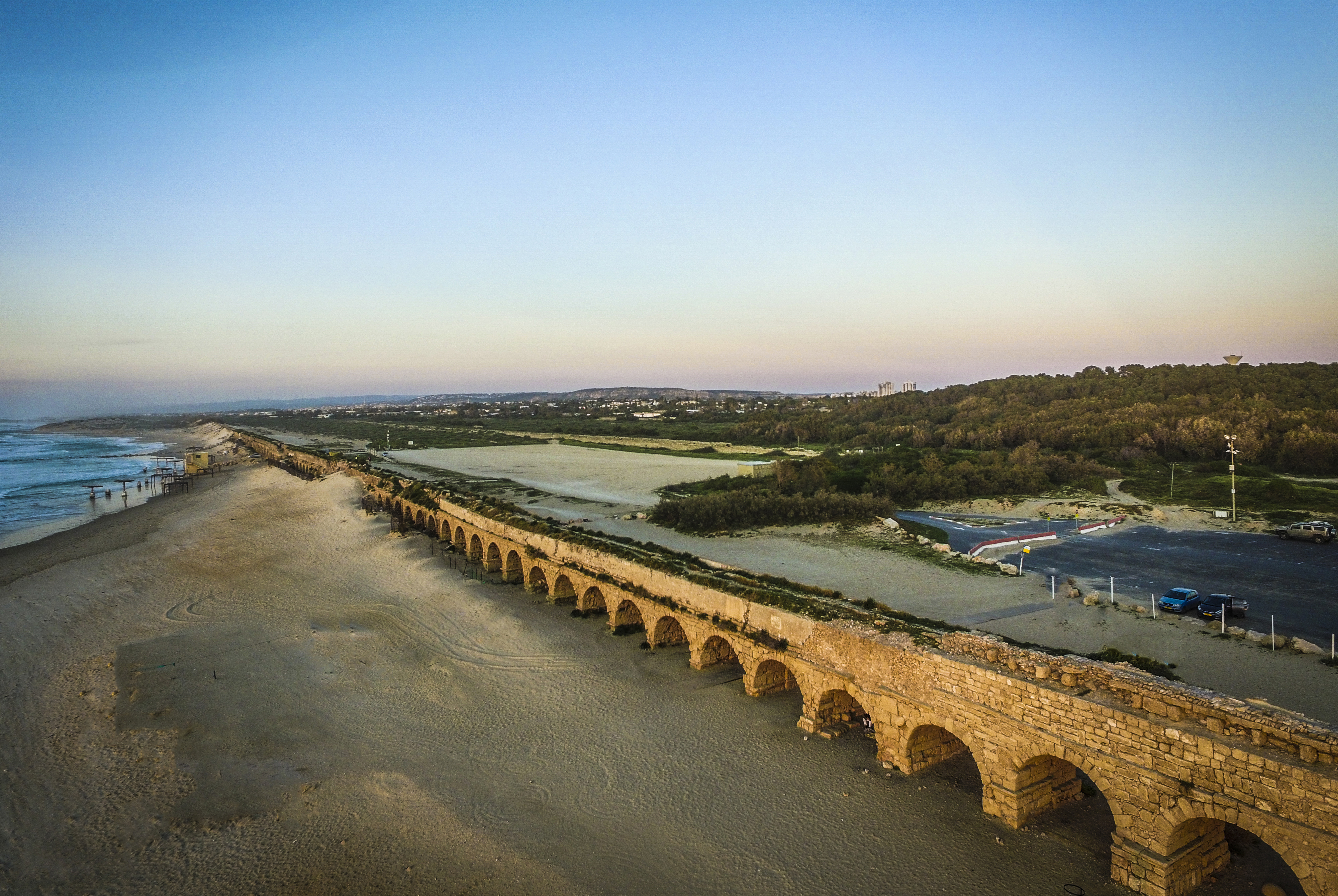
Ruiny akweduktu w Cezarei.

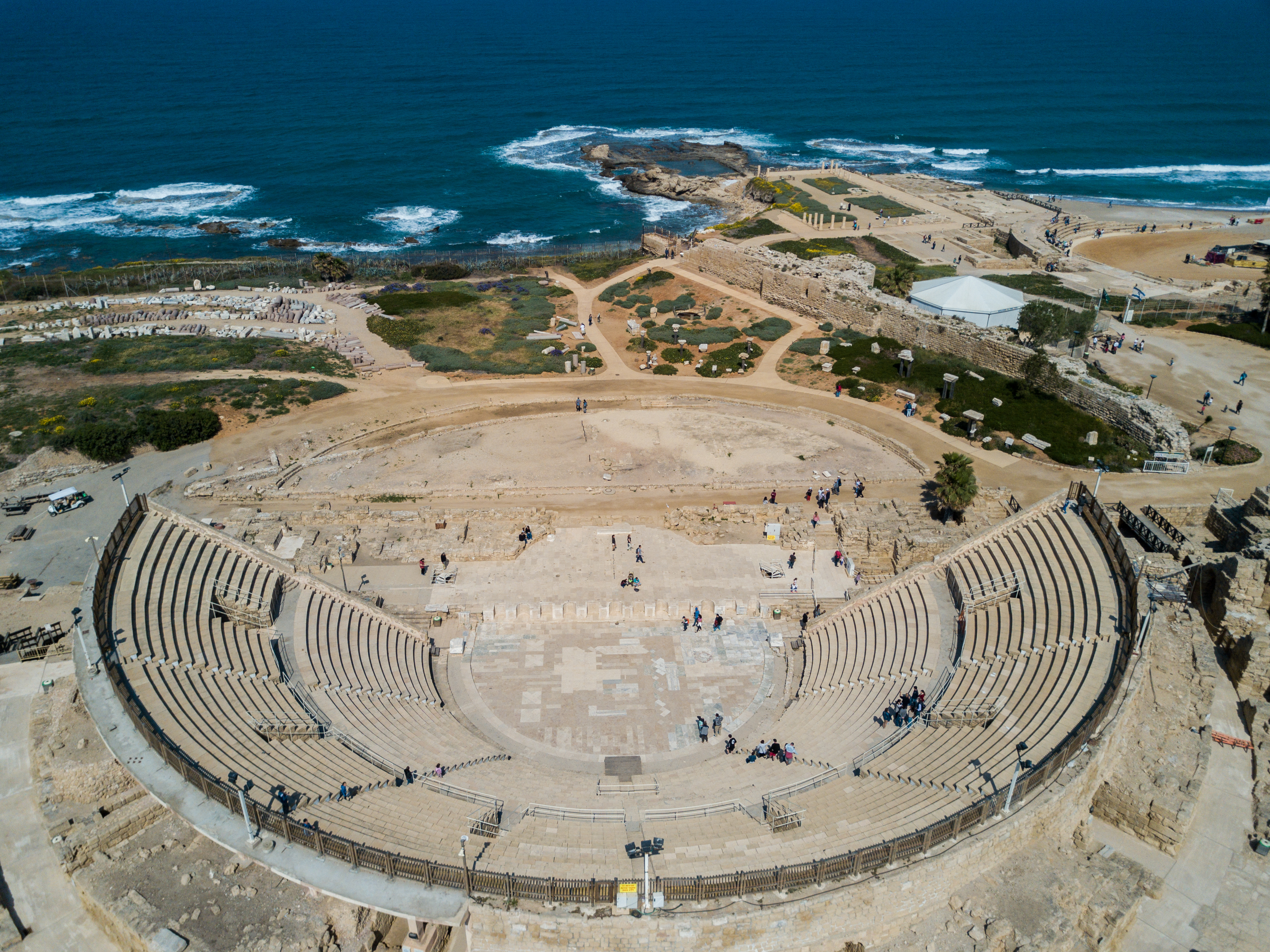
Teatr

Cezarea Nadmorska (łac. Caesarea Maritima), Cezarea Palestyńska (łac. Caesarea Palestinae) – ruiny starożytnego miasta, położone w pobliżu współczesnej izraelskiej wioski Cezarei na wybrzeżu Morza Śródziemnego.

## Historia
Miasto zostało założone przez króla Judei Heroda Wielkiego na terenie wcześniejszego, hellenistycznego Pyrgos Stratonos (Stratonospyrgos) i nazwane na cześć Cezara Oktawiana Augusta. Dla odróżnienia od innych miejscowości o tej samej nazwie, miastu nadano przydomek Maritima. Siedziba rzymskich prokuratorów i stolica rzymskiej prowincji Judei.
Cesarz Wespazjan podniósł je do rangi kolonii rzymskiej z tytułem Colonia Primo Flavia Augusta Caesariensis. Za panowania Aleksandra Sewera miastu nadano nazwę Metropolis Provinciae Syriae Palestinae. Cezarea występuje często w źródłach starożytnych, a dokładnie została opisana przez Józefa Flawiusza w „Dawnych dziejach Izraela” i „Wojnie żydowskiej”.
Cezarea straciła na znaczeniu w okresie panowania bizantyjskiego i arabskiego. W czasie wypraw krzyżowych przeżyła gwałtowny upadek, a w 1265 została całkowicie zburzona przez egipskich Mameluków. Z uwagi na rozmiary miasta w wyniku dotychczasowych wykopalisk udało się odsłonić jedynie niewielką jego część. Udostępnione zabytki tworzą Park Narodowy Cezarei z których najważniejsze są:
- teatr rzymski mogący pomieścić 4000 widzów, odnowiony. Organizowane są tu letnie koncerty;
- fragmenty murów miejskich z czasów panowania Heroda;
- ruiny największego hipodromu rzymskiego;
- cytadela zbudowana przez krzyżowców otoczona murami z połowy XIII wieku;
- zatopione ruiny starożytnego portu udostępnione w Podwodnym Parku Archeologicznym.

## Cytowanie w Biblii
Cezarea Nadmorska została kilkukrotnie wspomniana w Nowy Testamencie. Tutaj Piotr Apostoł spotkał, w sposób opisany w Biblii jako cudowny, Korneliusza, setnika armii rzymskiej z kohorty zwanej Italską. Oficer ten był, wraz z całym swoim domem, „bojącym się Boga”, czyli nie-Żydem, który inspirował się religią Izraela, czytał Pisma hebrajskie (Torę i proroków) i praktykował modlitwę, nie będąc formalnie konwertytą.. Dzieje Apostolskie opisują spotkanie jako opatrznościowy znak od Boga, by młody Kościół otwarł się na pogan. Na skutek przepowiadania Piotra, Korneliusz i zebrana w jego domu rodzina i przyjaciele, otrzymali Ducha Świętego. Było to znakiem dla Apostoła i jego towarzyszy, że można im udzielić chrztu. Decyzję tę musiał później wytłumaczyć przed kościołem w Jerozolimie (por. Dzieje Apostolskie 11,1-3). Piotr argumentował świadectwem samego Boga, który w sposób widoczny „wylał Ducha na pogan” tak, że „mówili językami i wielbili Boga” (Dz 10,45):

Jeżeli więc Bóg udzielił im tego samego daru co nam, którzy uwierzyliśmy w Pana Jezusa Chrystusa, to jakżeż ja mogłem sprzeciwiać się Bogu? (Dz 11,17)

Ponadto miasto było:
- Siedzibą Poncjusza Piłata
- Tutaj apostoł Paweł został uwięziony na dwa lata.
- Miasto było domem Filipa ewangelisty i jego czterech córek, które były prorokiniami. Paweł został z nimi, gdy wróciły ze swoich podróży misyjnych.
- W domu Filipa prorok o imieniu Agabus przywiązał ręce i stopy Pawła pasem, przepowiadając, jak apostoł zostanie przekazany Rzymianom[3].

## Sławni mieszkańcy
- Pamfil z Cezarei
- Euzebiusz z Cezarei
- Prokopiusz z Cezarei